# Giorgio de Chirico
Giorgio de Chirico (Vólos, Grécia, 10 de julho de 1888 — Roma, 20 de novembro de 1978), foi um pintor italiano. Fez parte do movimento chamado pintura metafísica, considerado um precursor do surrealismo.

## Biografia
Após estudar na Grécia e em Munique instalou-se em Paris, onde estabelece fortes relações de amizade com Apollinaire. No início dos anos 20, a sua obra obtém um êxito considerável nos meios vanguardistas e, em 1925, participa na primeira exposição surrealista. Posteriormente, e para surpresa geral, exalta-se por um academismo vácuo que cultiva durante 30 anos[...]
A pintura metafílistica de Giorgio de Chirico antecipa elementos que depois aparecem na pintura surrealista: padrões arquitectónicos, grandes espaços nus, manequins anónimos e ambientes oníricos. Do dadaísmo, os pintores surrealistas e, com eles, De Chirico, herdam directamente as atitudes destrutivas e niilistas. O que o próprio artista qualifica de «pintura metafísica» corresponde à necessidade de sonho, de mistério e de erotismo própria do surrealismo. E assim, desde que este movimento vê a luz, a obra de De Chirico conhece um êxito considerável.
Entre as suas obras mais paradigmáticas há que citar O Regresso do Poeta, Retrato Premonitório de Apollinaire, A Conquista do Filósofo, Heitor e Andrómaca e as Musas Inquietantes.

### A Pintura Metafísica
Corrente histórica italiana, que se define a partir do encontro entre Giorgio de Chirico (1888-1978) e Carlo Carrà (1881-1966) em Ferrara, 1917. Nesse momento, os pintores cunham o termo "pintura metafísica", que dá título a diversas de suas publicações. De Chirico já ensaia o novo estilo desde 1910 (O Enigma do Oráculo, 1910 e A Torre, 1911-1912), numa recusa decidida ao futurismo, tanto às suas soluções formais, quanto à ideologia política e nacionalista que ampara o movimento. A arte de De Chirico apresenta, já aí, uma face metafísica: coloca-se como exterior à temporalidade, como negação do presente, da realidade natural e social. Nada mais distante das motivações futuristas, que anseiam pela aceleração do tempo e pela transformação da sociedade. Menos que interpretar ou alterar a realidade, a pintura de De Chirico dirige-se a uma "outra realidade", metafísica, além da história. Os cenários projetados pelo pintor entre 1910 e 1915 permitem flagrar os contornos do novo estilo, que se consolidará entre 1917 e 1920. Os elementos arquitetônicos mobilizados nas composições - colunas, torres, praças, monumentos neoclássicos, chaminés de fábricas etc. - constroem, paradoxalmente, espaços vazios e misteriosos. As figuras humanas, quando presentes, carregam consigo forte sentimento de solidão e silêncio. São meio-homens, meio-estátuas, vistos de costas ou de muito longe. Quase não é possível entrever rostos, apenas silhuetas e sombras, projetadas pelos corpos e construções.
Pintor italiano, como Carlo Carrà, o movimento chamado de Pintura Metafísica. O mistério, o sonho, os espaços vazios, as sombras, as perspectivas inesperadas, as justaposições encontradas na obra de De Chirico influenciaram os artistas surrealistas. Nas telas de De Chirico, os objetos parecem não ter sentido; no enigmáticas que está representando o mundo dos sonhos e do inconsciente. Apesar de ter sido considerado um precursor, De Chirico repudiou a sua obra surreal e, a partir de 1925, começou a pintar dentro de um estilo mais tradicional.

### Obras
A atmosfera é de melancolia e enigma que os títulos das obras reafirmam: O Enigma da Hora (1912), Melancolia de uma Bela Tarde (1913), Piazza d'Itália e Melancolia Outonal (1915). A incorporação de elementos presentes nas naturezas-mortas - luvas, bolas, frutas, biscoitos etc. - reforçam a ideia de deslocamento e a sensação de irrealidade que rondam os trabalhos: as peças não se articulam, antes parecem se repelir (O Sonho Transformado, 1913). Entre 1914 e 1915, os manequins começam a povoar o universo do pintor, sendo amplamente explorados a partir de então: As Musas Inquietantes (1916), Heitor e Andrômaca (1917). A meio caminho entre o homem, o robô e a estátua (ou seriam colunas?), os manequins enfatizam o caráter enigmático e o sentido onírico das construções de De Chirico. Mas, antes de qualquer outro sentido que venham a adquirir, são formas geométricas, evidenciam as réguas e linhas coordenadas que cercam e definem os corpos dos manequins. Esses mesmos instrumentos de medida e construção - compassos, esquadros e réguas - habitam os cenários metafísicos do pintor (vide O Filósofo e o Poeta, 1915 e O Astrônomo - a Ansiedade da Vida, 1915).
No Brasil, as Edições 100/cabeças pública "Hebdômeros", narrativa escrita pelo pintor em 1929. Tradução de Flávia Falleiros. Apresentação de Laurens Vancrevel e posfácio de Marcus Rogério Salgado. ISBN 9786587451091 2022. 

### Suas fontes
As fontes das invenções metafísicas, da iconografia e da realidade deslocada de De Chirico são as filosofias de Nietzsche, Schopenhauer e Weininger, assim como as imagens mórbidas do pintor suíço Arnold Böcklin (1827-1901) e os elementos fantásticos das águas-fortes do artista Max Klinger (1857-1920). Alguns intérpretes apontam, ainda, como matrizes da pintura de De Chirico a cultura clássica de Nicolas Poussin (1594-1665) e Claude Lorrain (1604-1682), e o romantismo do pintor alemão Caspar David Friedrich (1774-1840).
Ativo participante do futurismo, Carrà adere à poética metafísica em 1917 (O Ídolo Hermafrodita, A Musa Metafísica e O Quarto Encantado). Em sua pesquisa estilística, observa-se uma ênfase na indagação sobre a forma - que ele almeja simplificar - e o intuito de recuperação da integridade dos objetos, que encontra apoio no grupo de artistas reunido em torno da revista Valori Plastici (1818-1921). Em obras como The Oval of the Apparitions (1918) e Penélope (1919), percebem-se mais claramente marcas cubistas na pintura de Carrà, inspiração que ele reconhece em várias ocasiões. Giorgio Morandi (1890-1964) adere um pouco mais tarde, e por pouco tempo, à pintura metafísica, como revelam as naturezas-mortas realizadas entre 1918 e 1919. Outros nomes importantes na definição dos contornos da pintura metafísica em Ferrara são o poeta e pintor Alberto Savinio (1891-1952), irmão de De Chirico, e o pintor e escritor Filippo de Pisis (1896-1956). A partir de 1922, sugestões da pintura metafísica são incorporadas por artistas ligados ao Novecento, entre eles Mario Sironi (1885-1961). A aproximação insólita de objetos díspares e a preocupação com o universo onírico da arte de De Chirico e Carrà terão forte impacto no dadaísmo e no surrealismo. Duas grandes exposições realizadas na Alemanha, em 1921 e 1924, por sua vez, deixarão ecos na Nova Objetividade, sobretudo na versão de Max Beckmann (1884-1950).

## Influência sobre os pintores brasileiros
No Brasil, alguns críticos localizam influências da pintura metafísica em obras de Hugo Adami (1899-1999), Tarsila do Amaral (1886-1973), Di Cavalcanti (1897-1976), Candido Portinari (1903-1962), Milton Dacosta (1915-1988) e Ismael Nery (1900-1934). Posteriormente na fase metafísica Iberê Camargo (1914-1994), estuda com De Chirico.